# Басманний район
Басманний район — район в Москві (Росія) в північно-східній частині Центрального адміністративного округу, а також відповідне району внутрішньоміське муніципальне утворення «Басманне».
Межує з Красносельським, Таганським і Тверським районами, а також з районами Сокільники, Соколина гора і Лефортово.
За даними територіального органу Федеральної служби державної статистики в місті Москві площа території району становить 837 га. Чисельність населення на 1 січня 2010 року — 100,5 тис. чол.
На території Басманного району розташовані 10 станцій метро, Курський вокзал і більше 30 православних церков, що входять до складу Богоявленського благочиння Московської міської єпархії Російської православної церкви.